# Kaôh Tônsay
Kaôh Tônsay är en ö i Kambodja.   Den ligger i provinsen Kampot, i den södra delen av landet, 140 km sydväst om huvudstaden Phnom Penh. Arean är 2,0 kvadratkilometer.
Terrängen på Kaôh Tônsay är lite kuperad. Öns högsta punkt är 147 meter över havet. Den sträcker sig 1,7 kilometer i nord-sydlig riktning, och 2,1 kilometer i öst-västlig riktning.